# Dây vác
Vác, dây vác, dây sạt (danh pháp:Cayratia trifolia) là một loài dây leo thân gỗ bản địa của Úc và châu Á. Nó có trái màu đen, và lá có chứa nhiều chất flavonoit, như cyanidin và delphinidin. Axít hydrocyanic cũng có trong thân, lá và rễ.

## Phân bố
Loài này phân bố ở Ấn Độ, Trung Quốc, Thái Lan, Lào, Campuchia, Việt Nam, Indonesia, Philippines, và Úc. Ở Việt Nam, cây mọc hoang trong các quần hệ thứ sinh và dọc các rào, bụi; từ các tỉnh Lào Cai, Hà Nam, Hải Phòng qua các tỉnh miền Trung cho tới An Giang, Kiên Giang.

## Sử dụng
Rễ được dùng trị đinh nhọt, trị đòn ngã tổn thương. Ở Campuchia, lá sắc uống làm thuốc hạ nhiệt; nước chảy từ thân ra khi chặt cây có thể dùng uống được.
Người dân Miền Tây còn sử dụng trái chín để ngâm rượu,trái sống kho với cá đồng hoặc nấu canh chua.